# 2914 Glarnisch
2914 Glarnisch је астероид главног астероидног појаса чија средња удаљеност од Сунца износи 2,261 астрономских јединица (АЈ).
Апсолутна магнитуда астероида је 13,8.